# Dukuh Dempok
Dukuh Dempok is een bestuurslaag in het regentschap Jember van de provincie Oost-Java, Indonesië. Dukuh Dempok telt 16.156 inwoners (volkstelling 2010).